# Ла Крещенте (газове родовище)
Ла Крещенте (La Creciente) — газове родовище в північній частині Колумбії за 120 км на південний схід від міста Картахена. Відноситься до нафтогазоносного басейну Lower Magdalena.
Відкрите в 2006 році розвідувальною свердловиною LCA-1 з максимальною глибиною 3,5 км, яка виявила комерційний приплив газу з формації Ciénaga de Oro. Колекторами виступають кварцитові пісковики з високою пористістю (15-20 %) та високою проникністю. Їх утворення відбувалось під час трансгресії в олігоцені внаслідок припливних процесів у прибережній зоні.
Запаси Ла Крещенте оцінюються в 169 млрд м³ газу, що у випадку підтвердження зробить його найбільшим газовим родовищем в історії Колумбії. Можливо також відзначити існування прогнозів щодо значно більших обсягів запасів. Газ майже на 98 % складається з метану, містить вкрай незначні кількості вуглекислого газу (0,05 %) та вільний від сірководню.
Розробка родовища почалась у 2007 році за допомогою свердловин LCA-3 та LCA-4. Крім того, оціночна свердловина LCA-2, яка потрапила в зону з погіршеними властивостями колектору, за допомогою бокового стовбуру була переорієнтована на основний резервуар. Видобута продукція постачається до газотранспортної мережі карибського узбережжя Колумбії через газопровід Guepaje — Sincelejo діаметром 200 мм.
Крім того, дочірня компанія канадської Pacific Rubiales Energy Corporation (PRE), що здійснює розробку Ла Крещенте, вирішила створити на базі його запасів потужності з виробництва зрідженого природного газу (LNG). При цьому зробили вибір на користь нового для початку 2010-х років типу заводу у вигляді плавучої установки. Останню спорудила та буде обслуговувати бельгійська компанія EXMAR, відома своїми проектами в галузі ЗПГ (зокрема, разом з американською Excelerate Energy вона є власником найбільшого у світі флоту плавучих регазифікаційних установок). Судно повинне бути встановлене в затоці Morrosquillo південніше Толу. Очікувалось, що воно стане першим у світі плавучим заводом ЗПГ, проте на початку 2016 року внаслідок різкого зниження світових цін на вуглеводні поступ проекту Ла Крещенте пригальмували, так що в підсумку першість отримав малазійський завод компанії Petronas. Від родовища до установки продукцію транспортуватимуть трубопроводом довжиною 88 км та діаметром 450 мм. Його первісна потужність складатиме біля 1 млрд м³ на рік.